# Disappointment Peak (Wyoming)
Der Disappointment Peak ist ein Berg im Grand-Teton-Nationalpark im Westen des US-Bundesstaates Wyoming. Er hat eine Höhe von 3541 m und ist Teil der Teton Range in den Rocky Mountains.

## Lage
Der Disappointment Peak liegt im Teton County und ist Teil der Cathedral Group, einem Bergstock, der die höchsten Gipfel der Teton Range zwischen den Schluchten Cascade Canyon und Avalanche Canyon umfasst. Er liegt unmittelbar südöstlich von Grand Teton und Teepe Pillar und erhebt sich nördlich über den Garnet Canyon. Östlich des Gipfels liegen die Seen Amphitheater Lake und Surprise Lake. Viele beliebte Kletterrouten führen auf den Gipfel, die zu den anspruchsvollsten in der Teton Range gehören. Der Disappointment Peak wurde bereits von vielen bekannten Bergsteigern wie Willi Unsoeld, Yvon Chouinard, Tom Frost oder John Gill bestiegen.

## Namensherkunft
Der Disappointment Peak erhielt seinen Namen im Jahr 1925, als vier Kletterer aus Colorado, angeführt von Phil Smith, dem späteren ersten Park-Ranger des Grand-Teton-Nationalparks, den Grand Teton besteigen wollten, aber auf einem Gipfel vor dem Grand Teton abbrechen mussten, da es ihnen nicht möglich war, den 140 m tiefer gelegenen Sattel zu erreichen. Nach einem missglückten Abseilversuch gaben sie dem Gipfel den Namen Disappointment Peak. Später erfuhren sie, dass sie den Disappointment Peak erstbestiegen hatten.

## Alpinismus
Im Jahr 1961 führten Yvon Chouinard und Tom Frost die Erstbesteigung der schwierigen Nordostflanke des Disappointment Peak mit der Schwierigkeit 5.9 durch.
Heute führen verschiedene Routen von mehreren Seiten auf den Gipfel des Disappointment Peak, darunter die mit der Schwierigkeit 5.12 bewertete Südflanke, die als schwerste Route des Gebirges gilt. Die Anstiege zu sechs der zehn höchsten Gipfel der Teton Range beginnen mit der Durchquerung der unteren Hänge des Berges. Der Gipfel ist von nahezu überall im Tal Jackson Hole zu sehen und wird von Tausenden jährlich erwandert. Aufgrund seiner Lage direkt vor dem Grand Teton erscheint er von weitem als höchster Gipfel und wird oftmals mit dem Grand Teton verwechselt.

## Belege
1. ↑  Geonames: Disappointment Peak. Abgerufen am 29. März 2021.
2. ↑  Peakbagger: Disappointment Peak. Abgerufen am 29. März 2021.
3. ↑  Naturalatlas: Disappointment Peak. Abgerufen am 29. März 2021 (englisch).
4. 1 2 3  Summitpost: Disappointment Peak : Climbing, Hiking & Mountaineering. Abgerufen am 29. März 2021.
5. ↑  Jones, Chris (1976): Climbing in North America. Hrsg.: University of California Press. Berkeley, California, USA, ISBN 978-0-520-02976-7, S. 311.